# Dierma
Dierma est une commune située dans le département du Boussouma de la province de Boulgou dans la région du Centre-Est au Burkina Faso.

## Santé et éducation
Dierma accueille un centre de santé et de promotion sociale (CSPS).